# Суна (река)
Суна (на руски: Суна) е река в Република Карелия на Русия, вливаща се в Онежкото езеро, от басейна на Нева. Дължина 280 km. Площ на водосборния басейн 7670 km².
Река Суна изтича от южния ъгъл на езерото Кивиярви, разположено на 354 m н.в., в централната част на Западнокарелското възвишение. Тече предимно в посока юг и юг-югоизток, като преминава през множество проточни езера (Роик-Новолоцкое, Гимолское, Сундозеро, Пандозеро, Коштовозеро и др.). Общата денивелация на реката е 322 m и в участъците между езерата образува повече от 50 прагове и водопади, по големи от които са Порпорог, Гирвас, Кивач (най-висок, 11 m) и др. Влива се в северозападната част на Кондопожкия залив (Кондопожка губа) на Онежкото езеро, на 32 m н.в., при село Яншиполе. Основни притоци: Семч (62 km, ляв), Мотко (27 km, десен). Има смесено подхранване с преобладаване на снежното с ясно изразено пролетно пълноводие през месец май. Среден годишен отток на 30 km от устието 66 m³/s. Плавателна е в най-долното си течение, след водопада Кивач за плиткогазещи съдове.